# Regiment Verbindingstroepen

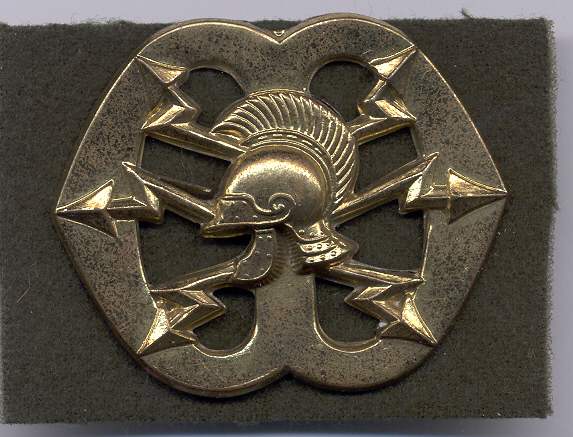
Baretembleem van het Regiment Verbindingstroepen 1e model incl. bruin ondergrondje als onderdeel van de Genie

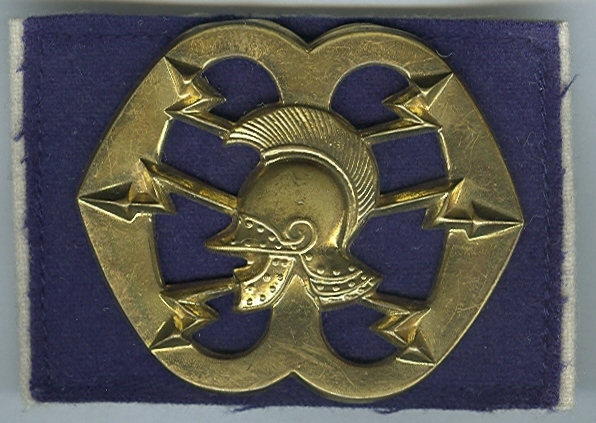
Baretembleem van het Regiment Verbindingstroepen

Het Regiment Verbindingstroepen vormt de verbindingsdienst van de Nederlandse Koninklijke Landmacht.

## Taken
De verbindingsdienst heeft als taak het verzorgen van communicatieverbindingen voor de Landmacht in de breedste zin van het woord. In de eerste jaren waren dat voornamelijk telegraafverbindingen. Ook maakte men op beperkte schaal gebruik van postduiven en zogenaamde “berichtenhonden”. Later kwamen daar telefoonverbindingen en radioverbindingen bij (onder andere VHF en HF). Ook verzorgt de verbindingsdienst de militaire post (ook bekend als veldpost). Tegenwoordig is de verbindingsdienst verantwoordelijk voor onder andere satellietcommunicatie en straalverbindingen, maar ook voor militaire automatisering (onder verwijzing naar de kleur van het uniform ook wel “groene automatisering” genoemd) in het kader van Command and Control.
Een andere taak van de verbindingsdienst is Elektronische Oorlogvoering, enerzijds passief: het peilen en onderscheppen van vijandelijke verbindingen maar ook offensief: het storen van vijandelijke verbindingen.

## Wapen of dienstvak?
De Koninklijke Landmacht is opgedeeld in "wapens" en "dienstvakken". Het Regiment Verbindingstroepen vormt het "Wapen van de Verbindingsdienst" van de Koninklijke Landmacht. Deze benaming zorgt nogal eens voor verwarring, omdat bij deze aanduiding sprake is van zowel wapen als verbindingsdienst. De verbindingsdienst valt onder de "wapens" (gevechtstroepen) omdat de verbindingsdienst een direct ondersteunende taak heeft bij het voeren van het gevecht door het leveren van verbindingen en het voeren van Elektronische Oorlogvoering (EOV, opsporen en/of storen van vijandelijke verbindingen) in tegenstelling tot de zogenaamde "dienstvakken" (zoals de geneeskundige troepen en de militaire administratie) die geen directe ondersteuning aan het gevecht leveren. Behalve het "Wapen van de Verbindingsdienst" zijn er het "Wapen der Infanterie" , het "Wapen der Cavalerie" en het Wapen der Artillerie.

## Geschiedenis en inzet

### Oprichting
Het Wapen van de Verbindingsdienst komt voort uit het Wapen der Genie. Bij de genie werd op 18 februari 1874 een afzonderlijke Afdeling Veldtelegrafisten opgericht. Na de Tweede Wereldoorlog werd de verbindingsdienst zelfstandig, op 1 mei 1949 werd bij de Koninklijke Landmacht het Wapen van de Verbindingsdienst opgericht en werd het een zelfstandig regiment.

### Eerste en Tweede Wereldoorlog
De verbindingsdienst werd voor het eerst echt ingezet tijdens de mobilisatie in 1914 ten gevolge van het uitbreken van de Eerste Wereldoorlog. Tijdens deze periode verzorgde de verbindingsdienst, destijds nog een onderdeel van de genie, de communicatie tussen de verschillende gemobiliseerde legeronderdelen en de staf van het veldleger door middel van het militaire telegraafnet.
In mei 1940 werd er bij het uitbreken van de Tweede Wereldoorlog opnieuw een beroep gedaan op de verbindingsdienst. In deze tijd deed de radio zijn intrede bij de landmacht. Verder bestonden de verbindingen voornamelijk uit telefoonlijnen en ook veldpost. Met name in Rotterdam namen soldaten van de verbindingsdienst actief deel aan de strijd tegen Duitse parachutisten. Op het in 1974 bij het honderdjarig bestaan van de verbindingsdienst toegekende vaandel was 'Rotterdam 1940' lange tijd het enige vaandelopschrift. Op 4 september 2019 werd ook het vaandelopschrift ´Uruzgan 2006 - 2010´ toegekend.

### Na de Tweede Wereldoorlog
Na WO II werd de verbindingsdienst ingezet bij de Politionele acties in Nederlands-Indië. Later, in de jaren zestig en zeventig, maakte een detachement van de verbingsdienst deel uit van de Troepenmacht in Suriname (TRIS). Ook speelde de verbindingsdienst een belangrijke rol tijdens de Koude Oorlog. Het Nederlandse 1e legerkorps zou bij een grootse aanval uit het oosten door het Warschaupact worden ingezet op de Noord-Duitse laagvlakte. Telexverbindingen en later ook straalzenders, draaggolf apparatuur, (o.a. in de DAF YA-324) deden hun intrede naast de telefoon- en radioverbindingen en later ook een rasterverbindingssysteem van straalverbindingen. In de jaren zeventig deed het digitale tijdperk intrede bij de verbindingsdienst. Een belangrijke mijlpaal was de introductie van het ZODIAC (zone, digitaal, automatisch, cryptografisch beveiligd) straalverbindingssysteem.

### Vredesmissies
In de jaren tachtig onderhield de verbindingsdienst de communicatie van en naar de in het Midden-Oosten (Libanon, Sinaï) gestationeerde Nederlandse troepen en leverde de verbindingen voor de internationale vredesmacht "Multinational Force and Observers" (MFO) in de Sinaï.
In jaren negentig kreeg de verbindingsdienst voor het eerst te maken met grootschalige inzet in vredesoperaties. Voor het eerst werd een heel bataljon van de verbindingsdienst tegelijkertijd uitgezonden, naar het voormalige Joegoslavië. Het bataljon verzorgde daar de verbindingen tussen de verschillende eenheden van de VN vredesmacht UN Protection Force door bij deze eenheden verbindingscentra te ontplooien. Ook in andere uitzendingen naar onder andere Bosnië, Kosovo, Irak, Afghanistan en in tal van andere kleinere uitzendingen leverden en leveren de verbindingstroepen een essentiële bijdrage.

## Tradities en gebruiken

### Regimentscommandant en -adjudant
Aan het hoofd van het regiment staat de regimentscommandant, een kolonel. Hij wordt ondersteund door de regimentsadjudant een adjudant-onderofficier. De functies van regimentscommandant en regimentsadjudant zijn tegenwoordig nog louter ceremonieel, namelijk het uitdragen en levend houden van de tradities van het regiment en het bevorderen van de saamhorigheid en esprit de corps. Zo spelen zij een belangrijke rol bij beëdigingen en herdenkingen. De functie van regimentscommandant is geen voltijdfunctie, de hoofdfunctie van de regimentscommandant is commandant van het Command en Control Ondersteuningscommando. De functie van de regimentsadjudant is wel een voltijdfunctie.

### Vaandel
Zoals elk ander korps en regiment binnen de Koninklijke Landmacht beschikt het regiment verbindingstroepen over een eigen vaandel. Dit vaandel speelt een belangrijke rol bij beëdigingen van nieuw personeel en bij herdenkingen. Op de vaandels van regimenten en korpsen van de Koninklijke Landmacht staan de belangrijkste wapenfeiten vermeld van dat onderdeel: in het geval van het regiment Verbindingstroepen zijn dat "Rotterdam 1940" en "Zuid-Afghanistan 2006-2010". Het vaandel werd op 1 mei 1974 namens de koningin door Prins Bernhard aan de regimentscommandant uitgereikt, ter gelegenheid van het 100-jarig bestaan van de verbindingsdienst en het 25-jarig bestaan van het Regiment Verbindingstroepen als zelfstandig regiment. Bekende vaandeldragers waren de adjudanten Piet Storm, Martin van der Velden, Joop Scholte, Henrie de Gussem, Bert Oost, Peter Maassen en Henri van Mierlo. Sinds september 2022 is de adjudant Ursus de Laat de Regimentsadjudant en daarmee de komende jaren de vaandeldrager van het regiment.

### Verbindingsmars
Sinds 1950 heeft het Regiment Verbindingstroepen ook een eigen mars, de Verbindingsmars, waarvan de muziek gecomponeerd werd door sergeant-majoor A. Bosch van de Koninklijke Militaire Kapel. De tekst werd geschreven door de dienstplichtig sergeant J.A. Pot en luid als volgt:
Toen met seinlamp en vlag de staf de strijd overzag en de hoornblazer stond klaar

 Toen met vonkzender zond en de duif vloog in het rond speelden zij het voor elkaar

 Als de lijnwerker sjouwt en het leger op je bouwt en de radio staat klaar

 De vercijferaar pent en de telexist zendt spelen wij het voor elkaar

 Het is uw taak, verbindelaar,

 Het is uw taak, verbindelaar,

 Die de staven verbindt en de oorlog dus wint en het vaderland redt uit-'t gevaar

### Overige zaken

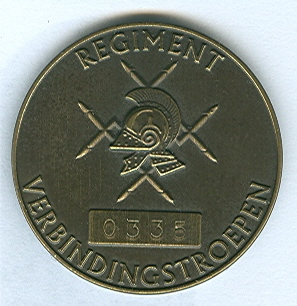
Regimentsmunt voor nieuw beëdigde militairen

De thuisbasis van het regiment verbindingstroepen was tot 16 december 2010 de Elias Beeckmankazerne in Ede. Hier stond het monument van de verbindingsdienst, waar de gevallenen van het regiment worden herdacht. Het monument bestaat uit een leeuw, en een aantal plaquettes waarop de namen van de gesneuvelde militairen van het regiment staan. De leeuw is afkomstig van de Koningsbrug/Vierleeuwenbrug in Rotterdam. Bij de strijd om Rotterdam in 1940 sneuvelden bij de Koningsbrug 8 militairen van het regiment. Op 17 augustus 1960 schonk de burgemeester van Rotterdam een van de leeuwen aan het regiment, als dank voor de inzet in mei 1940.
De kazernes in Ede zijn op 16 december 2010 overgedragen aan de gemeente Ede en op die datum is de leeuw ook uit Ede vertrokken. De School Verbindingsdienst en het regiment zijn verhuisd naar de Bernhardkazerne in Amersfoort. Het Regiment is op {datum 2019} verhuisd naar Stroe. De Leeuw volgde in 2021 en werd centraal geplaatst bij een nieuw herdenkingsmonument gevallenen Verbindingsdienst.
Het regiment heeft een eigen drank, de leeuwenbitter. Bij speciale gelegenheden (zie verderop) wordt hiermee een heildronk uitgebracht. Dit drankje wordt bij deze gelegenheden dan uitgedeeld door een marketentster in historisch uniform.
Daarnaast is er de regimentslegpenning, bestemd voor buitengewone verdiensten. Tevens is er de regimentsdraagspeld in goud en zilver, voor personen die zich verdienstelijk hebben gemaakt voor het regiment.
Nieuw beëdigde militairen van het regiment krijgen een genummerde regimentsmunt met oorkonde, als aandenken aan hun beëdiging.

### Speciale dagen en gelegenheden
Ter bevordering van de saamhorigheid binnen het regiment worden er door zorg van de regimentscommandant en -adjudant verschillende gelegenheden georganiseerd.
Ten eerste wordt er meerdere malen per jaar een beëdigingsplechtigheid georganiseerd, waar al het nieuwe personeel dat bij het regiment is ingedeeld de eed aflegd. Hierbij speelt het vaandel een centrale rol: de te beëdigen militair houd tijdens het afleggen van de eed met zijn linkerhand de standaard van het vaandel vast.
Éénmaal per jaar, doorgaans op 12 mei, wordt er een dodenherdenking gehouden bij het monument, waar de gevallenen van het regiment worden herdacht.
Ook wordt jaarlijks op 18 februari de regimentsverjaardag gevierd met een bijeenkomst in Stroe. Verder vinden er nog een aantal (feestelijke) bijeenkomsten door het hele jaar plaats, zoals de regimentssportdag, de jaarlijkse social voor officieren in grandcafé Buitenzorg in Ede en het gezamenlijke regimentsdiner voor officieren en onderofficieren van het regiment. Met ingang van 2019 wordt ook een diner voor actief en post-actief dienenden soldaten en korporaals (ook reservisten) georganiseerd.(Soldaat Klasenerdiner)  Ook 3e-jaars leerlingen van het opleidingstraject Veiligheid en Vakmanschap mogen aan dit diner deelnemen. Het diner vindt plaats op 27 november 2019, de dag voor het Regimentsdiner voor officieren en onderofficieren.

## Huidige organisatie
Het Wapen van de Verbindingsdienst wordt gevormd door het Regiment Verbindingstroepen. De verbindingsdienst bestond uit twee “Communication and Information Systems” (CIS)-bataljons. 101CISBat, gelegerd in Stroe, en het CISBn, waarvan de bataljonsstaf en een van de compagnieen in Eibergen gelegerd zijn en één compagnie in Garderen. 101CISBat is met ingang van 14 februari 2019 opgegaan in het Command & Control Ondersteuningscommando (C2OstCo). De drie compagnieen (Alfa-, Bravo- en Charlie-compagnie) binnen het C2OstCo verzorgen de ondersteuning van alle eenheden binnen het Commando Landstrijdkrachten (CLAS), terwijl het CISBn de steun verzorgt voor de eenheden van het eerste Duits/Nederlandse Legerkorps (1GNC). Daarnaast behoren 102 Elektronische Oorlogvoeringscompagnie (102 EOVCie) van het Joint Intelligence Surveillance Target Acquisition & Reconnaissance Commando (JISTARC), het Kenniscentrum (KC) en de School Verbindingsdienst (SVBDD) tot eenheden van het Wapen van de Verbindingsdienst. De laatste twee, het KC en de SVBDD, vallen onder het C2OstCo. Sinds juli 2021 valt ook de Delta CEMA-compagnie (Cyber en Elektromagnetic Activities) onder het C2OstCo.
Binnen de verschillende bataljons en brigades bestaat een sectie die verantwoordelijk is voor de inzet van de CIS-middelen binnen de eenheid, de sectie 6. De inzet van deze middelen wordt gefaciliteerd door een zogenaamde C2-ost groep. Deze groep is ondergebracht bij een SSV-cie of de nieuwere D-cie. De C2-ost groep bestaat uit een junior en senior netwerkmanager, een junior en senior incidentmamager en de lijnploeg bestaande uit een 5-tal korporaals of soldaten. Deze groep zorgt voor de operationele verbindingen en netwerken binnen een bataljon. Zij kunnen met behulp van bijvoorbeeld het eerder genoemde CIS-bataljon ook contact maken met andere bataljons.
Sinds september 2018 zijn alle Officieren Informatica Deskundigen (OID) formeel ondergebracht bij het regiment Verbindingstroepen. Deze van oorsprong uit de hele landmacht afkomstige specialisten op het gebied van informatievoorziening en informatiemanagement , hebben naast hun brede militaire ervaring een aanvullende hbo- of wo-opleiding op het gebied van bedrijfskundige informatica of business IT & Management gevolgd. OID-ers zijn gerechtigd tot het dragen van het 'brevetembleem informatici', dat bestaat uit een gestileerde 'i' met daaromheen een lauwerkrans.
OID-ers zijn werkzaam in de gehele defensie-organisatie op zowel operationele functies bij bijvoorbeeld het Korps Commandotroepen , JISTARC of een van de brigadestaven, als op advies- en ondersteunende functies bij staf CLAS en de directie materieelorganisatie (DMO) .